# EfWING

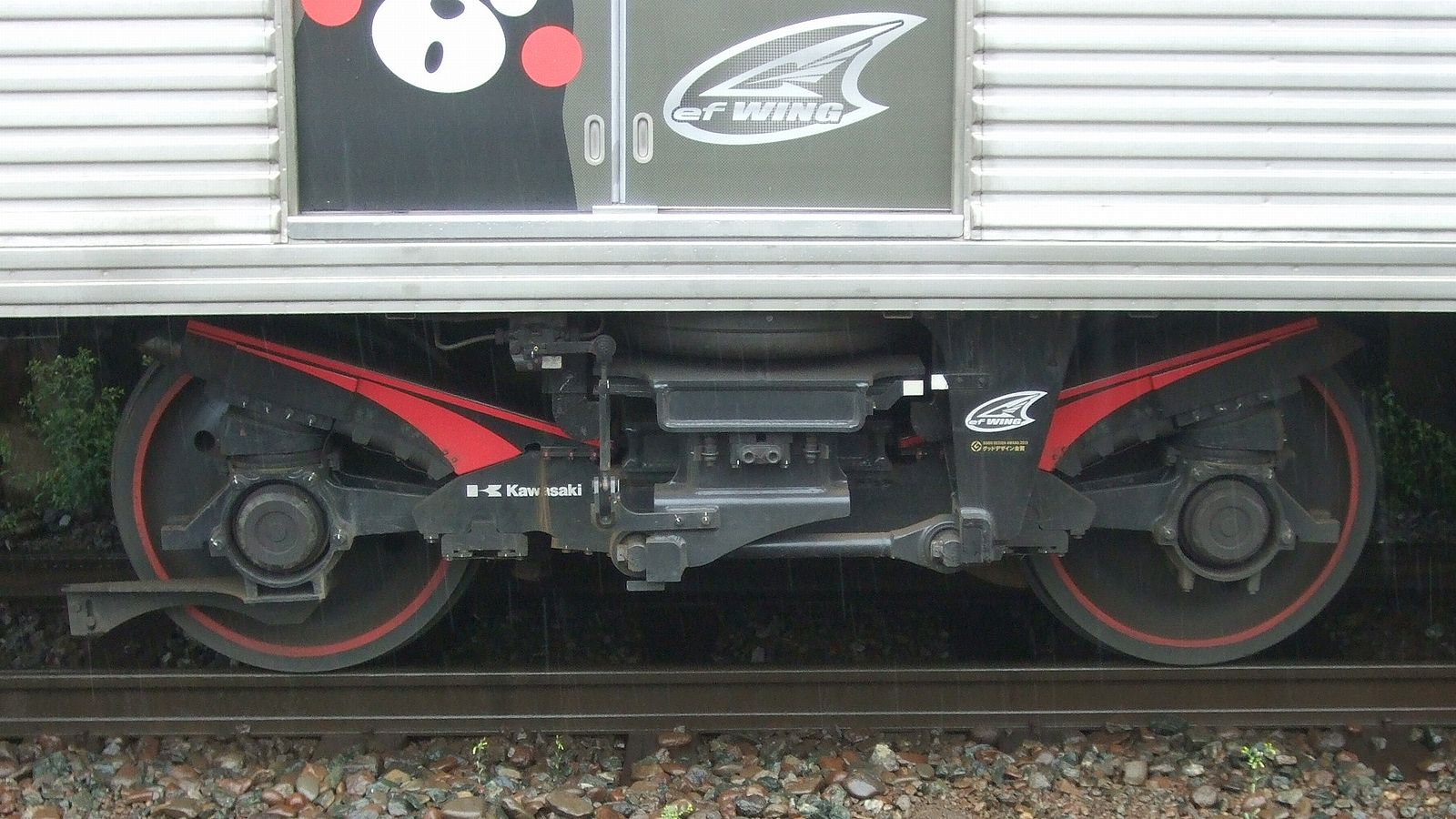
熊本電気鉄道6000形電車に装備されたefWING

efWING（イーエフウィング）とは、川崎重工業車両カンパニー（現・川崎車両）が開発した鉄道車両の台車。名称は「environmentally friendly Weight-Saving Innovative New Generation Truck」の略称。
2013年（平成25年）にグッドデザイン賞「金賞」を受賞。2014年には、日刊工業新聞社による第43回日本産業技術大賞「文部科学大臣賞」を受賞した。

## 構造
炭素繊維強化プラスチック（CFRP）を構造部材かつ懸架装置として使用しており、川崎重工業によれば、この構造により軽量化や脱線に対する安全性向上が達成されている。
台車のフレームの主構造部分である側梁と1次サスペンションと呼ばれている側梁と軸箱の間に設けられた軸ばねを炭素繊維強化プラスチック（CFRP）製の弓形状ばねに置き換え、弓形状ばねが側梁と軸ばねの両方の機能を併せ持つことで側梁と軸ばねを不要とした構造を持ち、加えて台車のフレーム自体もCFRP製とすることで軽量化と構造の簡素化を図った台車である。実用された台車で、主構造部分にCFRPが採用されたのは世界初とされる。

## 運用
2014年（平成26年）に熊本電気鉄道の6000形電車に初採用され、同年3月14日から営業運行に用いられている。また、東京メトロから熊本電気鉄道が譲り受けて改造を行った01形電車についても、台車がefWINGに換装されて運用されている。
2016年（平成28年）5月には四国旅客鉄道（JR四国）が121系電車を7200系としてリニューアルするのに合わせて、台車にefWINGを採用することを発表した。JR四国によれば、2016年2月から4月にかけてefWINGを使用しての走行試験を実施しており、安全性と乗り心地改善を確認している。台車の一部には、川崎製オートバイやジェットスキーのイメージカラーであるライムグリーンを彩色している。
2018年からニューヨーク市地下鉄のR160A形の車番#8395で試験採用されている。

## ギャラリー

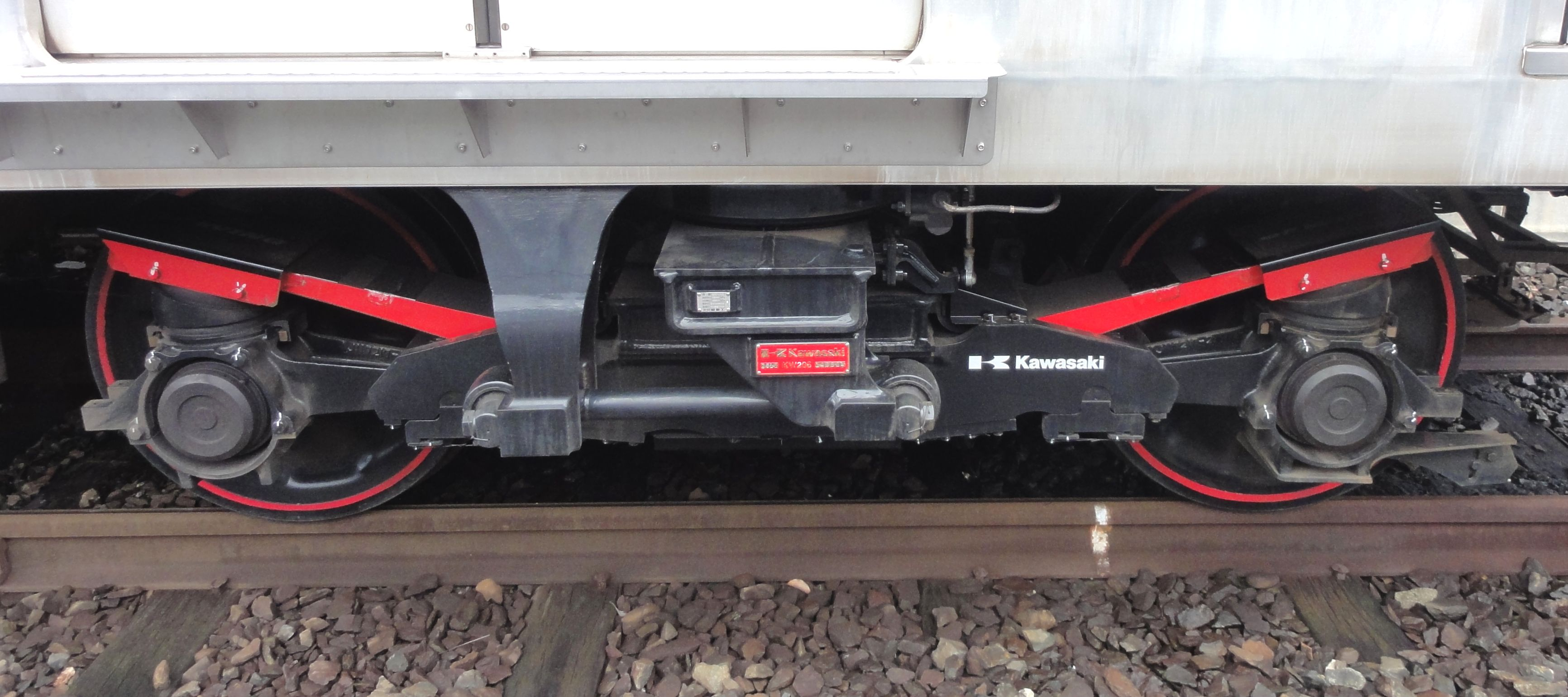
熊本電気鉄道01形 KW206形台車 （2015年5月23日）
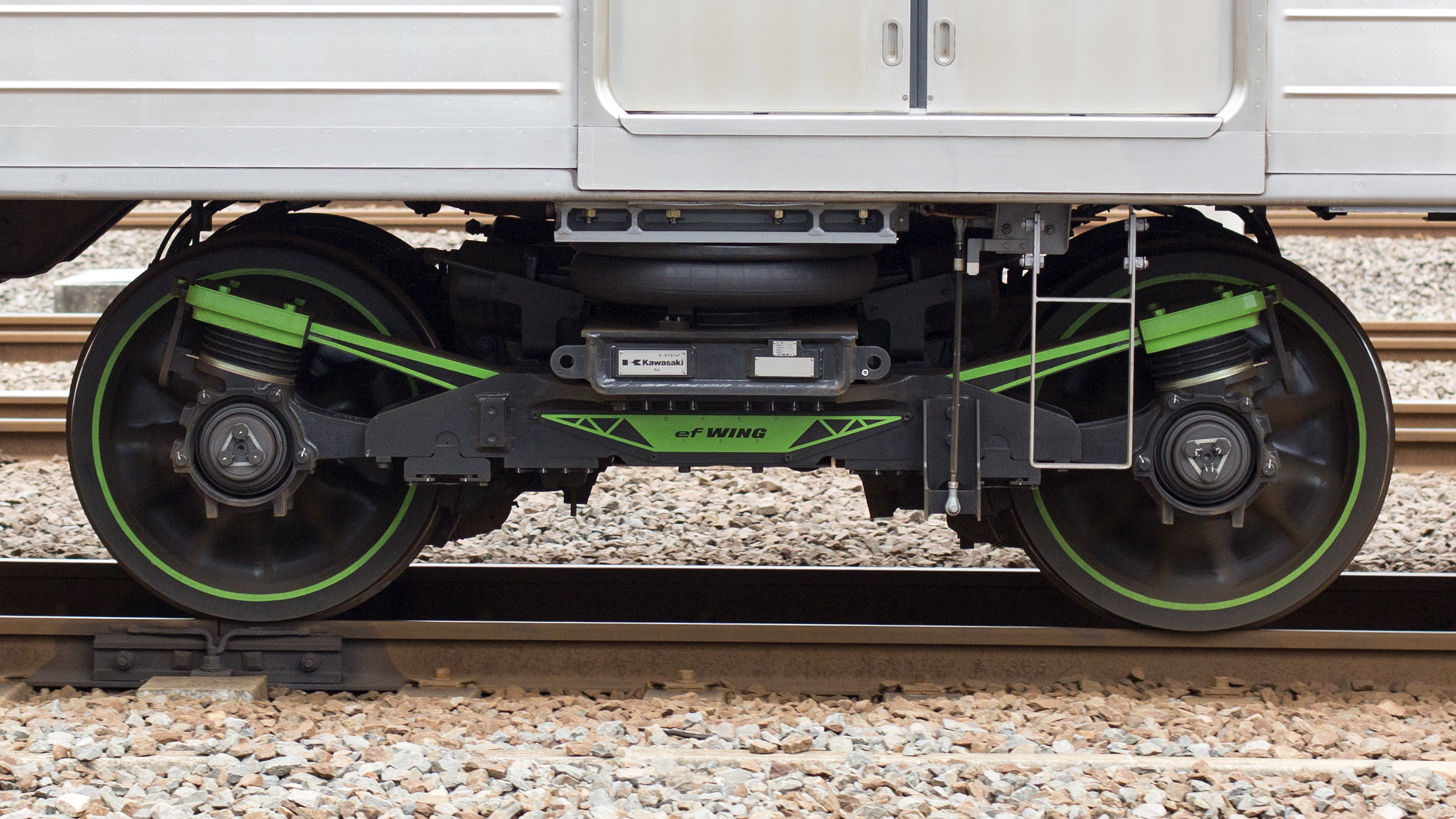
JR四国7200系7203 S-DT67ef形台車 （2016年6月28日）